# Oronotus celer
Oronotus celer là một loài tò vò trong họ Ichneumonidae.